# دارودسته‌های واسیپور- قسمت دوم
دارودسته‌های واسیپور- قسمت دوم (به انگلیسی: Gangs of Wasseypur – Part 2) فیلمی هندی محصول سال ۲۰۱۲ و به کارگردانی آنورانگ کاشیاپ است. در این فیلم بازیگرانی همچون نوازالدین صدیقی، مانوج باجپایی، ریچا چادا، هما قریشی، ریما سن، آنوریتا جیها، پیوش میشرا، جامل خان، وینیت کومار سینگ، پانکاج تریپاتی، زایش قادری، آدیتیا کومار، راجکومار رائو، یاشپال شارما و تیگمانشو دولیا ایفای نقش کرده‌اند. این فیلم دنباله دارودسته‌های واسیپور- قسمت اول است.